# ブレット (記号)
ブレット (英: bullet) は、約物のひとつで、「•」あるいは「◦」と書き表される。日本語や英語、中国語など多くの言語で用いられる。箇条書きにおける各項目を示す用法を主とし、様々な用法で用いられる。

## 名称
英語の bullet  (/ˈbʊl.ɪt/)は弾丸の意であり、語源は仏: boulette「小さい玉」（boule + -ette）である。
ただし日本語ではカタカナ表記にゆれがある。
- ブレット[1][2]
- ブリット[5]
- ビュレット[6]
- バレット[7][8]

## 箇条書きにおける用途
箇条書きの一項目を示す印として各項目の先頭に置く。中黒で代用されることもある。

## 圏点としての用途
縦書きの場合は圏点として強調したい文字の脇、横書きの場合は強調したい文字の上に付けて強調していることを表す。

## 数式における用途
数学において、特定の対象や操作を表すために当記号や類似の記号が用いられることがある。
Unicode において、U+2219 BULLET OPERATOR (∙) が数式用の記号として定義されている。ドット U+22C5 DOT OPERATOR (⋅) と同様に以下の文脈で用いることができる：
- 乗算の例:
  - x ∙ y（2つの数 x, y の積）
- ベクトルのスカラー積の例:
  - x→ ∙ y→ = x1y1 + x2y2 + ...（2つのベクトル x→, y→ のスカラー積は成分ごとの積の和として表せる）
- 論理積の例:
  - P ∙ Q → R（P かつ Q は R を含意する）

Unicode において、U+2218 RING OPERATOR (∘) が数式用の記号として定義されている。視覚上は U+2218 は白抜きされた円形の記号であり、white bullet に類似する。しかし Unicode では white bullet は U+25E6 WHITE BULLET (◦) として別に定義されており、用途が異なっている。
U+2218 (∘) は主に写像の合成を表すために利用される。この用途に対し、HTMLの実体参照としては &compfn; (∘) が定義されている。
- 写像の合成の例：
  - (f ∘ g)(∙) = f(g(∙))（g を適用した結果に f を適用する操作を f ∘ g と表す）

## その他の用途
まれに、わかち書きや中黒の代わりに語間の区切りを表す。
- 例：
  - て◦いる[9]
  - クラシック•オルガン

## 符号位置
| 記号 | Unicode | JIS X 0213 | 文字参照                  | 名称              |
| ---- | ------- | ---------- | ------------------------- | ----------------- |
| •    | U+2022  | 1-3-32     | &bull; &#x2022; &#8226;   | bullet            |
| ‣    | U+2023  | -          | &#x2023; &#8227;          | triangular bullet |
| ⁃    | U+2043  | -          | &hybull; &#x2043; &#8259; | hyphen bullet     |
| ◦    | U+25E6  | 1-3-31     | &#x25E6; &#9702;          | white bullet      |